# Jacques Rouvier
Jacques Rouvier (* 18. Januar 1947 in Marseille) ist ein französischer Pianist.

## Leben
Rouvier studierte am Conservatoire de Paris bei Vlado Perlemuter, Pierre Sancan, Jean Fassina und Jean Hubeau. Er erhielt erste Preise in den Fächern Klavier (1965) und Kammermusik (1967).
1969 gründete er ein Klaviertrio mit dem Geiger Serge Garcia, dem 1970 Jean-Jacques Kantorow nachfolgte, und dem Cellisten Philippe Muller. Seit 1979 ist er Professor für Klavier am Conservatoire de Paris. Außerdem unterrichtet er am Mozarteum in Salzburg. Zu seinen Schülern zählen unter anderem Arcadi Volodos, David Fray, Hélène Grimaud, Yury Favorin, Zlata Chochieva und Sofja Gjulbadamowa. Bis 2016 Unterrichtete Rouvier an der Universität der Künste in Berlin. Am 26. und 27. September 2020 musste er seinen Unterricht in Düsseldorf coronabedingt absagen.
Rouvier wurde mit dem Viotti-Preis, dem Maria-Canals-Preis und dem Marguerite-Long-Jacques-Thibaud-Preis ausgezeichnet. Für seine Gesamtaufnahme der Klavierwerke Maurice Ravels erhielt er den Grand Prix du Disque.